# Petalostylis
Petalostylis es un género de plantas con flores con 3 especies perteneciente a la familia Fabaceae.

## Especies
- Petalostylis labicheoides
- Petalostylis millefolium
- Petalostylis spinescens

## Sinónimo
- Petalogyne [F. Muell.]